# Llorenç Brunet i Forroll
Llorenç Brunet i Forroll (Badalona, 14 de setembre de 1872 - Barcelona, 12 d'octubre de 1939) va ésser un dibuixant i aquarel·lista català. Es va formar a la Llotja, després va ampliar els seus estudis a París i, pensionat per l'estat, va instruir-se a Leipzig. En tornar a Barcelona, va ser professor de dibuix i de color a l'Escola del Treball, però en va ser destituït amb l'adveniment de la Segona República. Va morir uns mesos després d'acabar la Guerra Civil, durant la qual va continuar treballant malgrat les angoixes que va provocar-li.
Brunet i Forroll és considerat un dibuixant molt prolífic que va treballar dibuixos, caricatures, cartells i exlibris, entre d'altres. Va participar en diversos certàmens i, sota l'àlies artístic Bru-Net, va col·laborar amb nombroses revistes i diaris. Endemés, va ser un notable col·leccionista va arribar a reunir una important col·lecció d'antiguitats i obres d'art a la seva casa de la Colònia Bosc de la Conreria, a Sant Fost de Campsentelles.

## Biografia
Llorenç Brunet i Forroll va néixer a Badalona el 14 de setembre de 1872, fill de Josep Brunet i Bassachs, mestre de primera i segona ensenyança, natural de Badalona, i de Joana Forroll i Codina, natural de Tiana. Des de la seva infància va demostrar inclinació i interès pel dibuix i la pintura. Durant els primers anys de vida va tenir contacte amb el pintor Antoni Caba, exdirector de l'Escola Superior de Belles Arts de la Llotja de Barcelona i amic del seu pare, el qual va iniciar Brunet en l'estudi artístic i va prometre als seus pares protecció per poder cursar estudis artístics.
Uns anys més tard va començar a estudiar a la Llotja. Els seus mestres van ser el mateix Caba, Claudi Lorenzale i Eusebi Planas. Durant aquest període va sentir gran admiració per Claudi Castelucho. Amb només 15 anys, va guanyar premis a diversos concursos i, el 1891, el dibuixant Eusebi Planas va encarregar-se de dirigir-ne els estudis i de recomanar-lo a París, on Brunet es va formar amb el litògraf Mercier i va començar a guanyar els primers jornals. Tanmateix, la precària situació dels seus pares, als quals enviava periòdicament diners, va obligar-lo a interrompre temporalment els estudis.

Pels volts d'aquells anys, també havia estat residint a Orà i Alger, on va dedicar-se principalment a la pintura i al dibuix, a més de treballar com a il·lustrador per a importants editorials franceses i espanyoles. D'aquell moment ençà, es va afeccionar a l'art aplicat d'estampació de llibres i gràfiques en general, en la qual va acabar destacant com a artista. A vint anys, va guanyar un premi extraordinari de composició i temàtica històrica, pel qual competien diversos deixebles de Lorenzale; es tracta d'un oli sobre llenç —l'únic que se li coneix— de grans dimensions i anomenat El lliurament de les claus d'Orà al Cardenal Cisneros. Fou premiat a la ciutat d'Alger, posteriorment cedit a l'Ajuntament de Badalona i actualment conservat al Museu de Badalona.

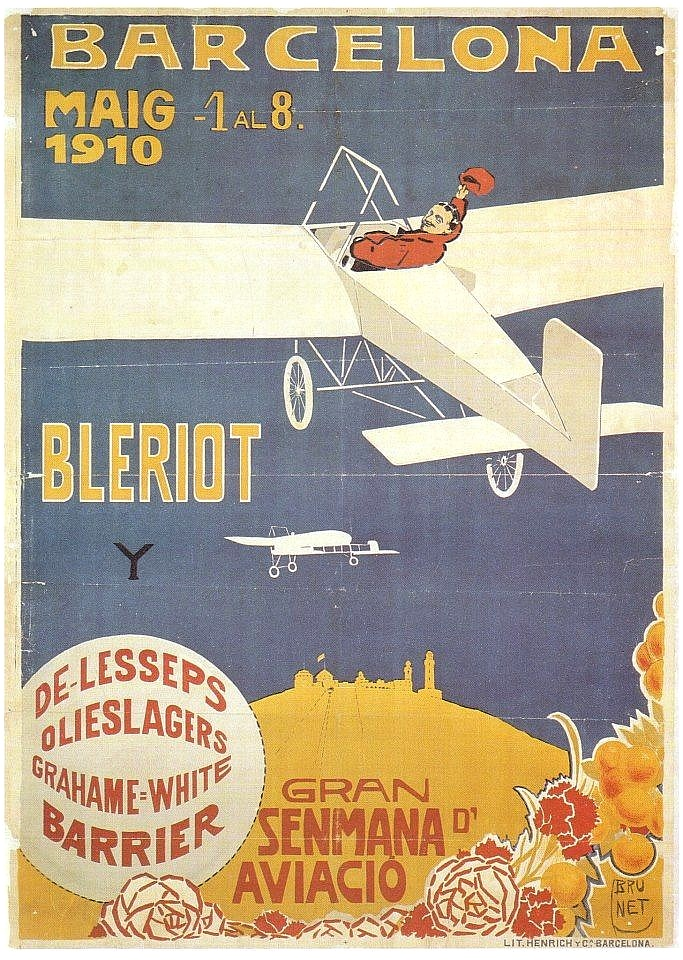
Cartell de la gran setmana de l'aviació de Barcelona dibuixat per Llorenç Brunet l'any 1910

L'any següent, Brunet i Forroll es va incorporar al servei militar, destinat al cos d'enginyers de Madrid, on hi va assolir el grau de caporal. No obstant això, va continuar pintant i dibuixant obres com La marcha del quinto i Mi capitán (1895). Quan va tornar a Catalunya, es va instal·lar a la ciutat de Barcelona i es va casar amb Consolació Salada, amb la qual va tenir dues filles, Julieta i Maria Teresa. El 1910, la Junta de Pensiones para Ampliar Estudios, entitat depenent de l'estat i presidida per Santiago Ramón y Cajal, li va atorgar una beca per estudiar a Alemanya. Es va instal·lar a Leipzig (Saxònia), ciutat on va residir fins poc abans de l'esclat de la Primera Guerra Mundial. Allà va continuar practicant i millorant la seva tècnica i es va afeccionar als exlibris. Hom ha afirmat que, des d'aquell moment, va sentir una gran simpatia pel poble alemany i essent considerat per amics i coneguts com a germanòfil. Val a dir que les seves aquarel·les i notes a color van tenir un notable èxit a Alemanya. Addicionalment, durant els anys de la guerra va obtenir un gran reconeixement gràcies als seus reportatges del conflicte bèl·lic.
Retornat a Barcelona, va ser nomenat professor de dibuix i de color en la Secció d'Oficis Artístics de l'Escola del Treball del Cap i Casal. En arribar la Segona República, el 1931 va ser destituït del seu càrrec de professor de l'escola, un fet que el va trasbalsar i desmoralitzar. Considerat una persona apolítica i únicament interessant en l'art, és probable que el seu cessament fos simplement per haver estat nomenat en període monàrquic. Brunet va intentar lluitar contra el que creia una injustícia i va demanar al seu amic Apel·les Mestres que intercedís per ell. Tanmateix, uns anys més tard va ser nomenat catedràtic de l'Institut d'Educació Secundària de Sant Feliu de Guíxols, un càrrec que va exercir molt poc i al qual finalment va renunciar.
La Guerra Civil espanyola li va suposar un període d'angoixes. El seu domicili, situat al carrer de Balmes 102 de Barcelona, va ser escorcollat diverses vegades. Malgrat tot, Brunet i Forroll va continuar assistint a tertúlies, de les quals era molt aficionat, als cafès de la Rambla, Tèrminus i Oro del Rhin. Durant el conflicte encara va publicar alguns articles a la revista Curiositats de Catalunya. En el transcurs de la guerra, la seva filla Maria Teresa va caure malalta i ell, molt afectat, finalment també va emmalaltir i va haver de ser ingressat a l'hospital per una infecció greu al braç. El 21 de setembre de 1938 va morir la seva filla; profundament desfet per aquella pèrdua, va finar un any després, el 12 d'octubre de 1939.

## Obra

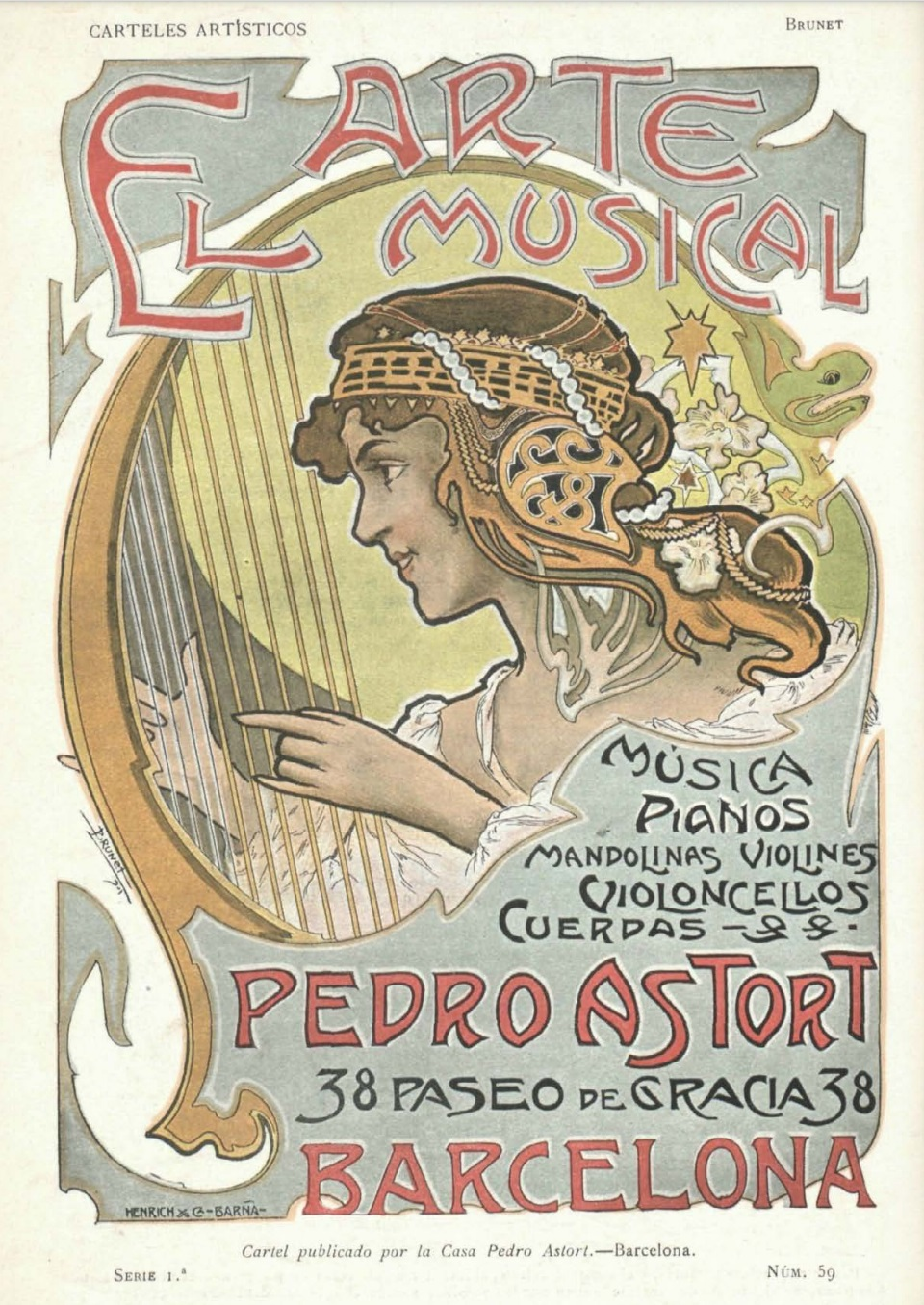
Cartell de la Casa Pedro Astort de Barcelona, dedicada als instruments musicals, obra de Llorenç Brunet publicada a la revista Pluma y Lápiz el 15 de desembre de 1901.

Brunet i Forroll va ser un artista molt prolífic: va treballant especialment exlibris, dibuixos, caricatures i cartells, així com aquarel·les —amb les quals va participar diverses vegades en exposicions de Barcelona els anys 1911, 1918, 1919 i 1921. La seva obra va ser premiada en diverses exposicions i certàmens, tant en l'àmbit espanyol com en l'internacional. Aquelles distincions li van fer merèixer ser membre del comitè espanyol de l'Exposició Internacional de Rivoli. Grans editors, revistes de pes i llibres d'art li van fer il·lustres les seves obres i textos; inclosos diaris americans que li van sol·licitar alguns treballs. A Catalunya i Espanya va col·laborar amb L'Esquella de la Torratxa, La Campana de Gràcia, La Campana Catalana, El Diluvio Ilustrado, Palla Nova, Cu-Cut!, Dominguín i, alguna temporada, també amb l'ABC. Va signar les seves obres com a Bru-Net.
Va publicar dues col·leccions de dibuixos a ploma: Caps de casa (1922) i Testes de la terra-Catalunya (1929), un recull de tipus de diverses comarques catalanes. Afeccionat també al paisatgisme, com a bon coneixedor de la serralada de Marina i especialment de la Conreria, va dibuixar les vistes de les muntanyes i els seus monuments, com la cartoixa de Montalegre. Alguns dels seus paisatges van ser publicats el 1889 a la revista La Ilustración Ibérica. Va il·lustrar també el llibre Monografia histórico-descriptiva de la Cartuja de Montalegre (1921), escrita per Pedro Cano Barranco.
El crític d'art Núñez de Prado va escriure sobre Brunet que «és superb i humà alhora. Posseeix l'humor dels anglesos i la intenció dels alemanys. A vegades volent esgarrapar, estripar, potser recordant el que va patir el seu pare i la poca protecció dels governs d'aquells temps; malgrat que les altes personalitats l'han admirat i l'hi han suplicat l'enviament i adquisició dels seus excel·lents dibuixos originals, com van fer diverses vegades els seus grans admiradors i protectors, Segismundo Moret, Nicolás Salmerón, el rei de Saxònia, el príncep de Wüttemberg, Santiago Ramón y Cajal, Dato, Bascarán, Maura i Bermúdez Reina.»
Arran de la seva mort i tot la seva notable qualitat artística, el seu llegat artístic va caure aviat en l'oblit. A finals de 2018, el Museu de Badalona va dedicar-li una exposició que va prestar una importància especial en els seus dibuixos sobre la Primera Guerra Mundial.

## Col·leccionisme

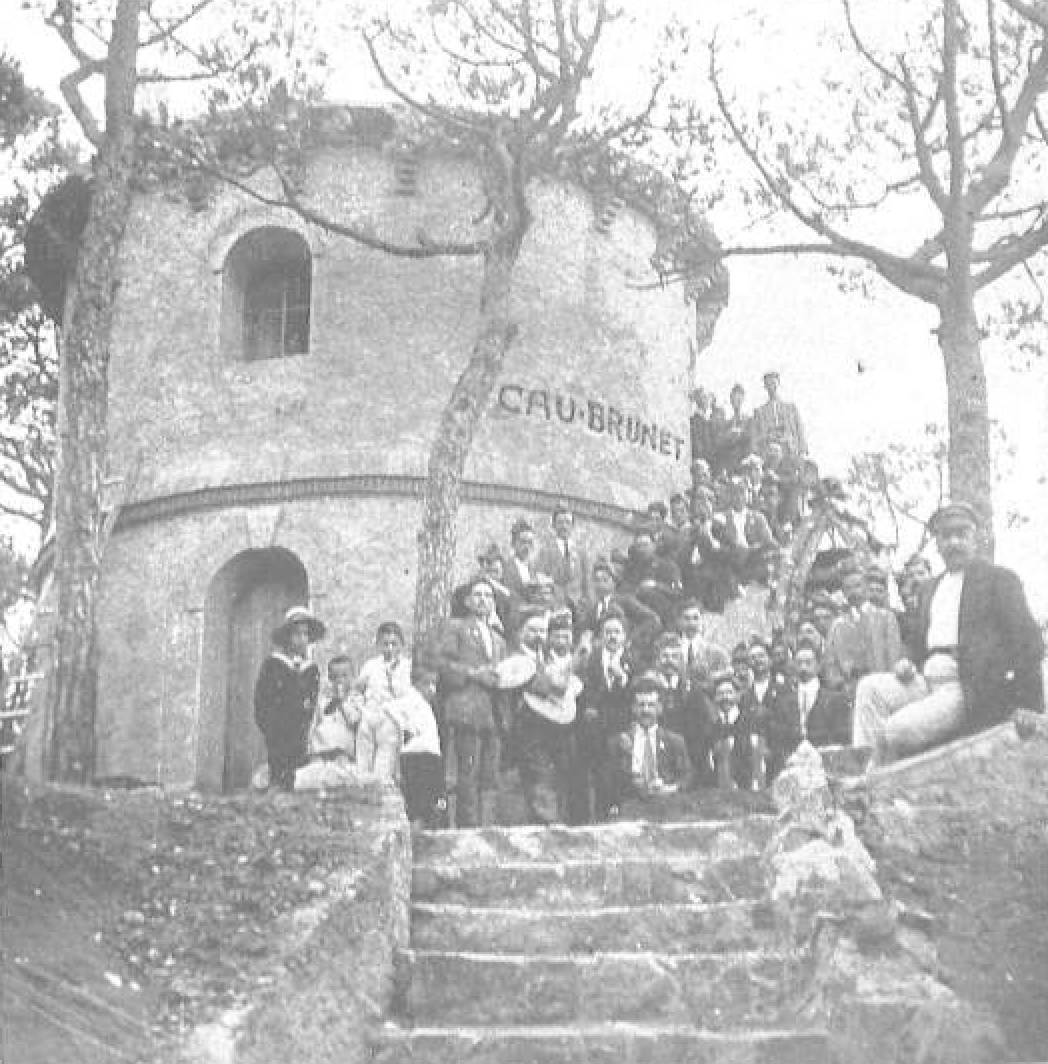
El Cau Brunet a la Colònia Bosc de la Conreria

Una altra de les facetes de Llorenç Brunet i Forroll va ser el col·leccionisme d'obres d'art i antiguitats catalanes. Brunet les va anar reunint en una casa que ell anomenà el Cau Brunet, una torre que tenia en propietat a la Colònia-Bosc de la Conreria, obra d'Antoni Millàs de 1916, i de la qual tenia intenció de fer-ne un museu amb els objectes que havia anat acumulant amb els anys, a semblança del Cau Ferrat de Sitges de Santiago Rusiñol, tot i que de manera molt més modesta. També hi va exposar algunes de les seves obres.
El terreny on havia construït la casa probablement li havien cedit els propietaris i promotors de la urbanització, Francesc Artigues i Gonçal Arnús, que van veure amb bons ulls la fundació d'un museu a la colònia i un punt de trobada d'excursionistes, i de fet va utilitzar-se com a reclam per a la promoció de la urbanització. Quan Brunet va convertir la casa en museu, va demanar l'adhesió de l'Ajuntament de Badalona, que va secundar la seva proposta. El 16 d'octubre d'aquell mateix any, l'alcalde Josep Casas li va escriure agraint-li la tasca acomplerta.